# Lenco
Lenco è un marchio di apparecchiature audio e video attualmente di proprietà olandese, parte di Commaxx International NV e società consociata di Trebs BV.
Tuttavia, quando gli appassionati di audio fanno riferimento ai giradischi Lenco, si riferiscono in genere alla defunta società svizzera Lenco AG di Burgdorf fondata nel 1946, noto produttore di giradischi durante gli anni 1950-1980.

## Storia
Lenco è stata fondata nel 1946 a Burgdorf in Svizzera dai coniugi Fritz Laeng e Marie Laeng-Stucki. Affascinato dalla tecnologia del suono, lo svizzero Fritz Laeng iniziò un'attività nel settore elettrico nel 1925 e sua moglie Marie divenne la forza trainante. La coppia avviò una piccola fabbrica, basata sulla produzione di giradischi. Il famoso nome Lenco derivava dal cognome della coppia, e fu un'idea di Marie. 
L'affidabilità dei giradischi, basati principalmente sulla trazione a puleggia, e l'eccellente servizio tecnico, sono stati i concetti chiave. Iniziò così la reputazione del marchio.
Nel 1961 fu fondata un'altra fabbrica, a Osimo, la Lenco Italiana S.p.A., nel distretto marchigiano dell’elettronica e degli strumenti musicali. Essendo un progetto a lungo termine, Lenco Italiana ha realizzato, all'inizio, principalmente motori. Successivamente, negli anni '70, la fabbrica italiana iniziò a produrre giradischi e registratori a cassette.
Uno dei partner di Lenco era ExLibris-Komet. Komet ha progettato sistemi bastati su giradischi Lenco con amplificatori a valvole incorporati.
Un altro partner di Lenco era Goldring, azienda inglese produttrice di fonorivelatori. Negli anni '70 il giradischi Lenco L75 è stato commercializzato anche tramite Goldring come GL75.
Lo stato dell'arte dell'azienda era il giradischi L 75, introdotto nel 1967, che è stato il giradischi Lenco più venduto.
Col passare del tempo, l'azienda si è evoluta ed ha esportato i prodotti in oltre ottanta paesi in tutto il mondo.
Il 1974 fu un anno nero per l'azienda. Venne a mancare Marie Laeng, cuore e anima della compagnia. Inoltre l'economia mondiale in sofferenza per la crisi petrolifera e la saturazione del mercato causarono la riduzione della domanda di prodotti di lusso come le apparecchiature Hi-Fi. Un altro problema venne dalla concorrenza dei prodotti provenienti dal Sol Levante: giradischi buoni di molti produttori a prezzi ragionevoli. Ciò mise in grave difficoltà l'azienda, che fu costretta a ridurre produzione e personale.
Nel 1977 fu avviata la bancarotta della Lenco AG Burgdorf, e immediatamente fondata la Lenco Audio AG, il cui compito era quello di garantire riparazione, assistenza e garanzia per le apparecchiature Lenco esistenti e completamento dei contratti aperti.
Nel 1978 muore Fritz Laeng, proprietario della Lenco.
Nel 1997 il marchio Lenco è stato rilevato dal gruppo olandese Lenco STL, con sede a Venlo. Il business era basato su prodotti a basso budget, molti dei quali realizzati a Hong Kong.
Nel 2015 la società è stata nuovamente acquisita, questa volta da Commaxx International NV.
Nel 2018, l'azienda produce radio Internet, radio DAB +, lettori DVD, televisori e altre apparecchiature audio, compresi i giradischi.

## Elenco dei principali giradischi Lenco
- Lenco B52 - Giradischi a puleggia
- Lenco B55 - Giradischi a puleggia[7]
- Lenco L60 - Giradischi a cinghia
- Lenco L65 - Giradischi a cinghia
- Lenco L70 - Giradischi a puleggia
- Lenco L75 - Giradischi a puleggia
- Lenco L75-200 - Giradischi a cinghia a due velocità
- Lenco L76 - Giradischi a puleggia
- Lenco L78 - Giradischi a puleggia[8]
- Lenco L80 - Giradischi a cinghia
- Lenco L82 - Giradischi Semiautomatico
- Lenco L830 DD - Giradischi a trazione diretta a due velocità (1977)
- Lenco L833 DD - 2Giradischi a trazione diretta a due velocità (1977)
- Lenco L85 - Giradischi a cinghia a due velocità (noto per la sua affidabilità e alto livello di isolamento dalle vibrazioni acustiche e del pavimento)
- Lenco L90 - Giradischi a cinghia[9]